# Clive Donner
Pour les articles homonymes, voir Donner.
Clive Donner, de son vrai nom Clive Stanley Donner, est un réalisateur, monteur, scénariste et producteur britannique né le 21 janvier 1926 à Hampstead dans le Comté de Londres (Royaume-Uni), ville où il meurt le 7 septembre 2010, des suites de la maladie d'Alzheimer.

## Biographie
Il était l'époux de la styliste Jocelyn Ryckards.

## Filmographie

### Comme réalisateur

#### Cinéma
- 1957 : The Secret Place
- 1958 : Cœur de gosse (en) (Heart of a Child)
- 1960 : Marriage of Convenience (en)
- 1961 : Meurtre à Oxford (en) (The Sinister Man)
- 1962 : Some People (en)
- 1963 : Le Concierge (The Caretaker)
- 1964 : Tout ou rien (Nothing But the Best)
- 1965 : Quoi de neuf, Pussycat ? (What's New, Pussycat?)
- 1967 : Luv, est-ce l'amour ? (Luv)
- 1968 : Trois petits tours et puis s'en vont (Here We Go Round the Mulberry Bush)
- 1969 : Alfred le Grand, vainqueur des Vikings (Alfred the Great)
- 1973 : Jenny's Diary (documentaire)
- 1974 : Les temps sont durs pour Dracula (Vampira)
- 1980 : Le Plus Secret des agents secrets (The Nude Bomb)
- 1981 : Charlie Chan et la Malédiction de la Reine-Dragon (Charlie Chan and the Curse of the Dragon Queen)
- 1988 : Héloïse et Abélard (Stealing Heaven)
- 1990 : Arrivederci Roma (court-métrage)

#### Téléfilms
- 1977 : Spectre
- 1976 : Chasse à l'homme (en) (Rogue Male)
- 1977 : The Three Hostages
- 1978 : Le Voleur de Bagdad (The Thief of Baghdad)
- 1982 : Oliver Twist (en)
- 1982 : The Scarlet Pimpernel (en)
- 1984 : Opération Windsor (en) (To Catch a King)
- 1984 : A Christmas Carol (en)
- 1985 : L'Épée du sorcier (en) (Arthur the King)
- 1986 : The Best Kept Secret (documentaire)
- 1986 : Poirot joue le jeu
- 1986 : Lisa au pays des jouets (en) (Babes in Toyland)
- 1990 : Not a Penny More, Not a Penny Less
- 1992 : Pour le meilleur et pour le pire

#### Séries télévisées
- 1960 : Destination danger (2 épisodes)
- 1960-1961 : The Edgar Wallace Mystery Theatre (2 épisodes)
- 1961 : Sir Francis Drake (5 épisodes)
- 1978 : BBC2 Play of the Week (1 épisode)
- 1993 : Charlemagne, le prince à cheval (mini-série)

### Comme monteur
- 1944 : L'Héroïque Parade de Carol Reed
- 1949 : Les Amants passionnés de David Lean
- 1950 : Madeleine de David Lean
- 1951 : Pandora d'Albert Lewin
- 1951 : Scrooge de Brian Desmond Hurst
- 1952 : Trois Dames et un as (The Card) de Ronald Neame
- 1952 : Meet Me Tonight d'Anthony Pelissier
- 1953 : Geneviève de Henry Cornelius
- 1953 : L'Homme au million de Ronald Neame
- 1954 : La Flamme pourpre de Robert Parrish
- 1955 : Une fille comme ça (I Am a Camera) de Henry Cornelius

### Comme producteur
- 1968 : Trois petits tours et puis s'en vont de lui-même

### Comme scénariste
- 1966 : Out of the Unknown (série télévisée) (1 épisode)

## Distinctions

### Récompenses
- Berlinale 1963 : Ours d'argent extraordinaire pour Le Concierge

### Nominations
- Berlinale 1963 : Ours d'or pour Le Concierge
- British Academy Television Awards 1977 : Meilleur téléfilm pour Rogue Male